# Josep Maria Millàs i Vallicrosa

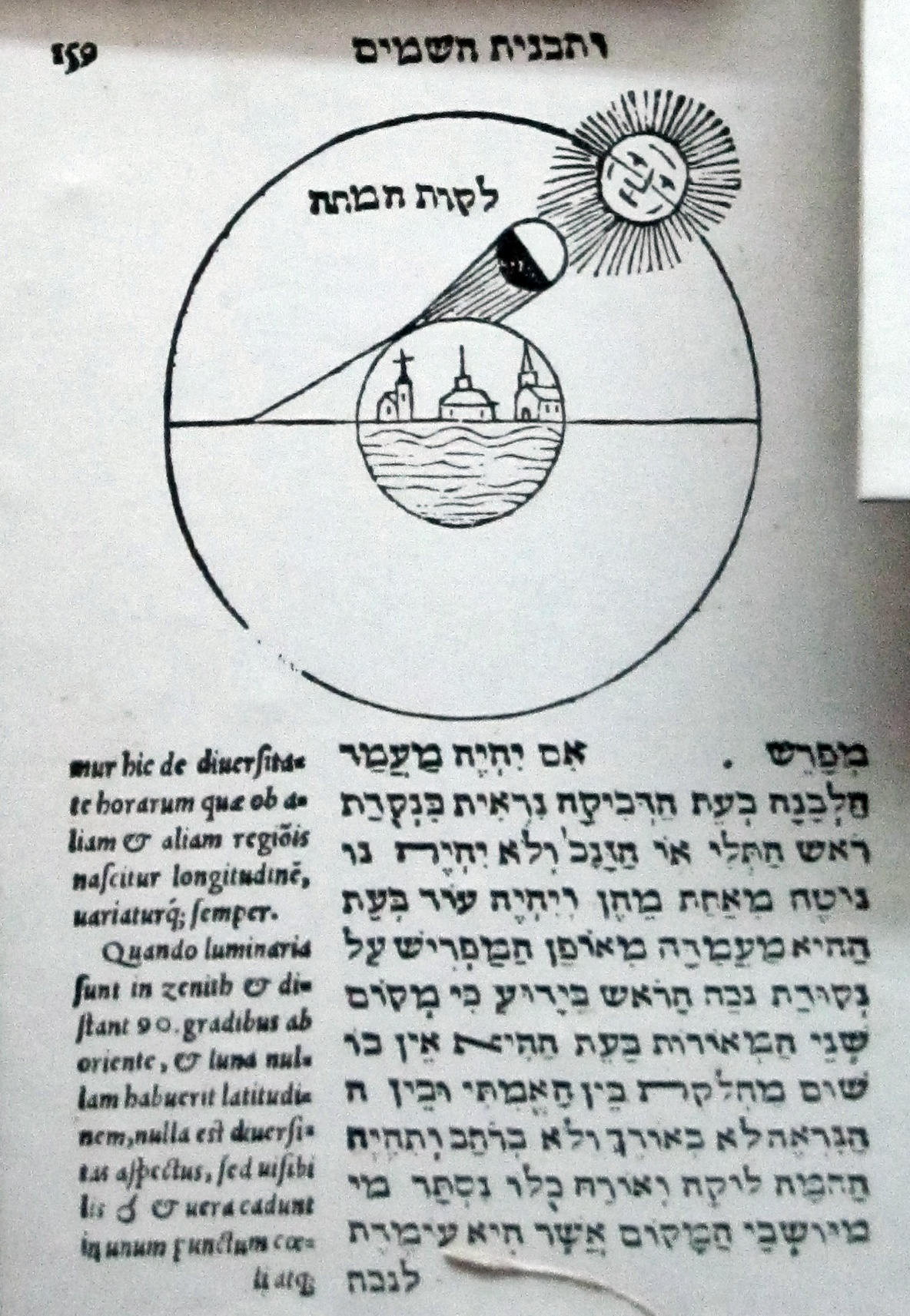
Abraham Bar Hiyya: Pàgina del Sefer Tzuret editat a Basilea el 1546 que mostra un eclipsi de Sol.

Josep Maria Millàs i Vallicrosa (Santa Coloma de Farners, la Selva, 29 de novembre de 1897 - Barcelona, 26 de setembre de 1970) fou un historiador i filòleg arabista català.

## Biografia
Va estudiar a la Universitat de Barcelona. Es va doctorar amb una tesi sobre la influència de la poesia andalusina en la poesia popular italiana (19 d'abril de 1920). Va ser professor auxiliar de llengües semítiques a la Universitat de Barcelona. Va començar a recopilar referències àrabs relacionades amb la història de Catalunya a la Biblioteca Nacional de Madrid i al Marroc. Fou catedràtic de la Universitat de Madrid de llengua i literatura hebrees del 1926 fins al 1932, on catalogà les traduccions orientals de la Biblioteca Catedral de Toledo. L'any 1932, va poder tornar a Barcelona, com a catedràtic d'hebreu i àrab a la Universitat de Barcelona. Va visitar la Biblioteca Vaticana per catalogar els manuscrits hebraics d'origen català (1935) i també la Universitat Hebrea de Mont Scopius (1937-1938). Fou mestre de Joan Vernet.

## Selecció d'obres
- Textos màgics del Nord d'Àfrica, Barcelona, Associació Catalana d'Antropologia, 1923.[6]
- Documents hebraics de jueus catalans, Barcelona, Institut d'Estudis Catalans, 1927.[7][8][9]
- Llibre de geometria de R. Abraham bar Hiia, Barcelona, Editorial Alpha, 1929.[10]
- Llibre revelador de R. Abraham bar Hiia, Barcelona, Editorial Alpha, 1929.[11]
- Assaig d'història de les idees físiques i matemàtiques a la Catalunya medieval, Barcelona, Estudis Universitaris Catalans, 1931.[12]
- Don Profeit Tibbon Tractat de l'assafea d'Azarquiel, Barcelona, Editorial Alpha, 1933.
- Las traducciones orientales en los manuscritos de la Biblioteca Catedral de Toledo, Madrid, CSIC, 1941.
- La poesia sagrada hebraicoespañola, Madrid, Escuela de Estudios Hebraicos, 1942.
- Salomó ibn Gabirol, como poeta y filósofo, Madrid, Instituto Arias Montano, 1945.
- El libro de los fundamentos de las Tablas Astronómicas de R. Abraham ben Ezra, Madrid, Instituto Arias Montano, 1947.
- Estudios sobre Historia de la Ciencia Española, Madrid, CSIC, 1949.[13]
- Estudios sobre Azarquiel, Madrid, Publicaciones de las Escuelas de Árabe de Madrid y Granada, 1950.
- El libro de la Nova geometria de Ramón Llull, Barcelona, Asociación para la Historia de la Ciencia Española, 1953.[14]
- Poesía hebraica postbíblica, Barcelona, José Janés, 1953.[15]
- La obra Forma de la Tierra de R. Abraham bar Hiyya, Madrid, Instituto Arias Montano, 1956.
- El Liber Predicationis contra iudeos de Ramón Llull, Barcelona, Asociación para la Historia de la Ciencia Española, 1957.[16]
- La obra de Séfer Hesbot mahlekot ha-Kokabim de R. Abraham bar Hiyya ha-Bargeloní, Barcelona, CSIC, 1959.[11]
- Nuevos Estudios sobre Historia de la Ciencia Española, Madrid, CSIC, 1960.[17]
- Las Tablas astronómicas del Rey Don Pedro el Ceremonioso, Madrid, CSIC, 1962. (Vegeu: Taules de Pere el Cerimoniós).[18]
- Textos dels historiadors àrabs referents a la Catalunya carolíngia, Barcelona, Institut d'Estudis Catalans, 1987.[19][20][21][22]
  - L'obra anterior ofereix moltes dades interessants. Un parell d'anècdotes:
    - Hi ha la descripció d'un petit estol de quinze naus del comte d'Empúries, Sunyer, atacant des del mar les costes musulmanes d'Almeria.
    - És molt notable la venjança d'Aisson: Suleiman l'Arabí fou assassinat per Hossain i el seu fill, Aisson fugí a Narbona (aleshores dominada per un reduït grup de guerrers islàmics). Assabentat que l'emir Hossein havia arribat a Saragossa va tornar des de Narbona i es va amagar a prop de la ciutat. Un dia que veié que l'assassí anava al riu, el va atacar muntat en el seu cavall de nom “el Fogós” i el va matar. I va tornar cap a Narbona. Segons el narrador àrab el lloc de la venjança va passar a anomenar-se “Gual d'Aisson”.
    - Hi ha controvèrsia sobre si aquest personatge Aisson és el mateix que Aissó, valí de Barcelona.

## Treballs sobre matèries específiques

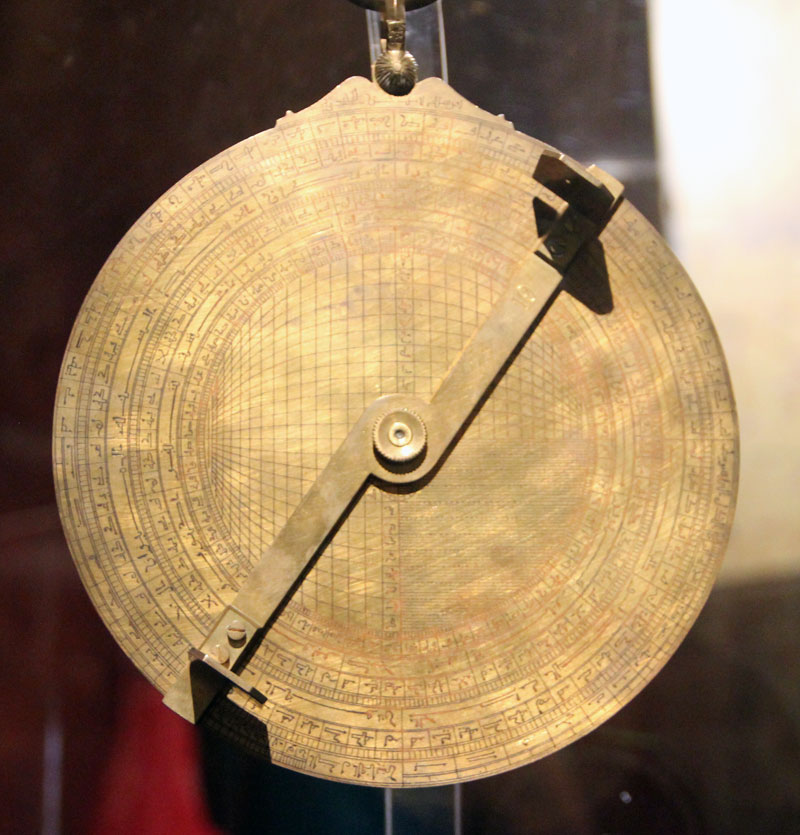
Còpia d'una Assafea construïda per Muhammad ibn Hudayl (Murcia,). L'original es troba a Barcelona RACAB.

### Sobre l'astrolabi
Millàs-Vallicrosa publicà algunes traduccions i comentaris sobre aquest instrument. També escrigué sobre l'assafea.

### Geometria
Són interessants dos tractats de geometria: la traducció i estudi del “Llibre de geometria” de R. Abraham bar Hiia i els estudis sobre la “Nova geometria” de Ramon Llull.

### Agricultura
Entre altres treballs i articles poden destacar-se els següents:
- El Libro de agricultura de Ibn Bassal. Tetuan, 1955.
- La traducció castellana del «Tratado de Agricultura de Ibn Bassal», Al-Andalus, XIII, 1948.
- La traducció castellana del «Tratado de Agricultura de Ibn Wafid», Al-Andalus, VIII, 1943.
- «Sobre bibliografía agronómica hispanoárabe», Al-Andalus, XIX, 1954.

### Manuscrits deRipoll
En el seu treball “Assaig d'història de les idees físiques i matemàtiques a la Catalunya medieval”, el professor Millàs va iniciar l'estudi dels manuscrits conservats de la biblioteca de Ripoll.

## Taules de Pere el Cerimoniós
Aquestes taules astronòmiques, van ser descobertes a finals del segle xix en un manuscrit en llatí de la Biblioteca Nacional de França i un altre en hebreu a la Biblioteca Apostòlica Vaticana. Moritz Steinschneider va comparar-les i va desmentir Manuel Rico Sinobas, que les considerava un epígraf de les Taules alfonsines. Va afirmar que ambdós manuscrits atestaven que s'havien fet a Barcelona per ordre del rei Pere. Es van trobar altres manuscrits en hebreu conservats a Suïssa i a la Ciutat del Vaticà, a part del document en hebreu cedit a la Biblioteca de Catalunya per Isaac Nahum, rabí de Barcelona, abans de la Guerra Civil Espanyola. Josep Maria Millàs Vallicrosa va concloure el debat en trobar el manuscrit català a la biblioteca de Ripoll, i comparant tots els documents va poder reconstruir les taules originals.

## Llegat
El Fons Millàs inclou 1.894 monografies i separates sobre ciència àrab, instruments científics, poesia hebrea medieval, història de l'astronomia i de les matemàtiques, i historiografia de la ciència; diverses sèries de publicacions periòdiques (entre les quals destaquen 40 volums de les revistes Isis y Archives Internationales d'Histoire des Sciences que complementen les sèries de l'Autònoma); i la col·lecció gairebé completa de les obres de Josep Maria Millàs. A banda de l'enorme valor simbòlic del seu fons personal (1901-1987) entre el qual destaquen 70 originals de correspondència, 49 treballs i 415 documents diversos. Les obres que el formen amplien substancialment les possibilitats per a la recerca en història, filologia i història de les ciències a la Universitat Autònoma de Barcelona.
Part d'aquest fons, dipositat a la Biblioteca de Ciència i Tecnologia de la UAB, ha estat digitalitzada i es pot consultar al dipòsit digital de documents de la UAB.
El CRAI Biblioteca de Fons Antic de la Universitat de Barcelona conserva una desena d'obres que van formar part de la biblioteca personal de Millàs, així com alguns exemples de les marques de propietat que van identificar els seus llibres al llarg de la seva vida.